# إبراهيم اكداغ
إبراهيم اكداغ (بالتركية: İbrahim Akdağ)‏ هو لاعب كرة قدم تركي في مركز الوسط، ولد في 21 يوليو 1991 في الفاتح في تركيا. لعب مع إسطنبول باشاكشهير.

## وصلات خارجية
- إبراهيم اكداغ على موقع اتحاد تركيا (لاعب) (الإنجليزية)
- إبراهيم اكداغ على موقع قاعدة بيانات كرة القدم.إي يو (الإنجليزية)
- إبراهيم اكداغ على موقع Soccerway.com (الإنجليزية)
- إبراهيم اكداغ على موقع عالم كرة القدم.نت (الإنجليزية)